# Амвросій (Морєв)
Єпископ Амвросій (у світі Олексій Іванович Морєв; 1785, Тверська Карелія — 15 (27) жовтня 1854, Пенза) — релігійний діяч Російської імперії фіно-угорського походження, єпископ Російської православної церкви. В Україні посідав кафедру єпископа Волинського та Житомирського. Відзначився систематичними погромами греко-католицької церкви у Білорусі та Україні. Наприкінці життя служив на землях Мокшанії та Ерзянь Мастор єпископом Пензенським і Саранським.

## Життєпис
Народився в сім'ї сільського священика у Бежецькому повіті, розташованому у фіно-угорському анклаві Тверська Карелія. Імовірно карел.
Освіту отримав у Тверській духовній семінарії, потім в Олександро-Невській духовній академії.
1806 — пострижений у чернецтво.
1807 — закінчив академію зі ступенем кандидата богослов'я був залишений у молодших класах.
1814 — професор філософії та інспектор Новгородської духовної семінарії. 7 березня 1816 — зведений в сан архімандрита Новгородського Антонієва монастиря.
23 січня 1822 — ректор Орловської духовної семінарії та настоятель Брянського петропавлівського монастиря.
17 червня 1823 — хіротонія в єпископа Оренбурзького та Уфимського у Башкортостані.
Під час перебування в Уфі збудував кам'яні будівлі для консисторії, єпископського дому та семінарії. Особисто слідкував за будівництвом. При ньому заснований Міроносицький жіночий монастир.
1826 — організував перший в Уфимській єпархії жіночу общину в селі Ветьках Мезелинського повіту. Яка у 1832 була переведена до Уфи і потім стала основою Благовіщенського монастиря. При єпископі Амвросії почалася посилена боротьба з розколом, була відкрита перша єдиновірна церква Оренбурзької губернії.
Велику увагу приділяв освіті духовенства. Заохочував дітей уральського духовенства аби ті отримали освіту. Дав вказівку священикам, що мали освіту, обов'язково говорити проповіді у неділю і святкові дні.
1 грудня 1828 — переведений до Волинської єпархії.
На період його служіння у Волині до православної церкви були повернуті Почаївська лавра, Білостоцький монастир та кілька храмів Волинської єпархії. Протидіяв прозелітизму уніатів у Дубенському повіті.
1 лютого 1832 — єпископ Нижньогородський.
На нової катедрі він облаштував Городецький Федорівський монастир, заснував єдиновірний жіночий монастир у Васильовій слободі.
Мав неврівноважений характер. Коли обер-прокурор Святого Синоду Степан Нечаєв наказав єпархіальним архієреям строго розібратися у складі приходських дияконів, єпископ Амвросій без будь-якого слідства піддав вищій мірі покарання (виключення із духовного звання) багато дияконів, які навіть не були причетні до інкримінованих справ. Синод вирішив, що дії Нижньогородського архієрея несправедливі і скасував деякі із його розпоряджень. Амвросій на це висловлювався критично і прислав до Синоду формальні звинувачення проти покараних ним дияконів. Обер-прокурор понизив Амвросія, перевівши його до «третього класу низького ступеню» єпархії.
19 січня 1835 — був переведений до Пензенської єпархії під строгий секретний нагляд поліції.
У 1836 почався новий конфлікт. Синод визнав, що Амвросія шкідливим для керування єпархією, через те, що той постійно призначав на єпархіальні посади своїх родичів.
Помер 15 жовтня 1854 у Пензі.